# Åboleden

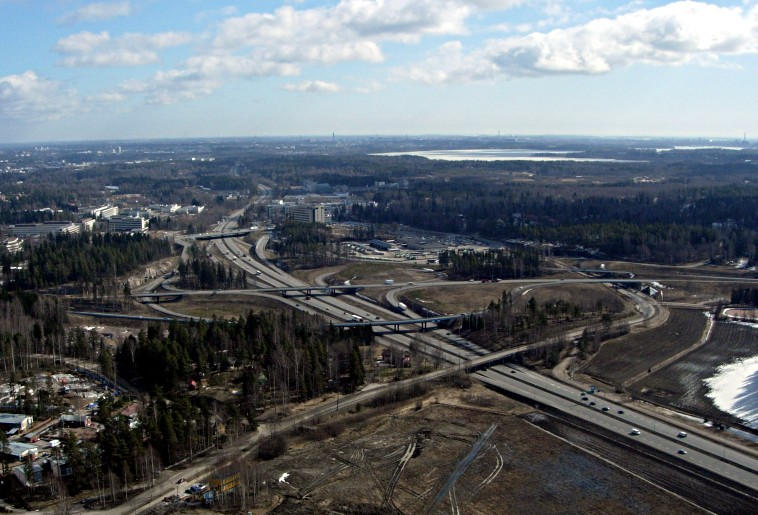
Åboleden korsas av Ring II

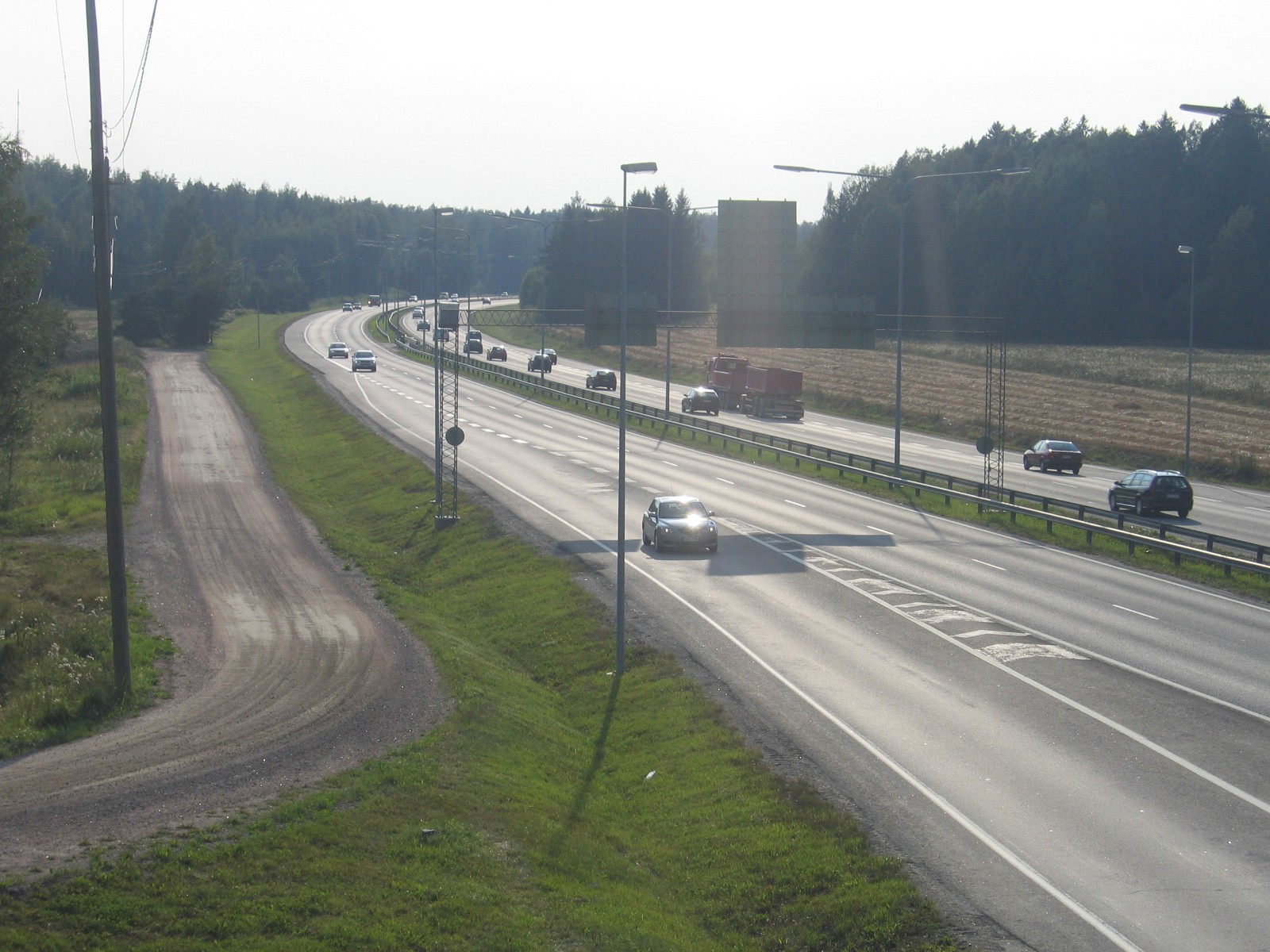
Åboleden vid Smedsby

Åboleden är den delsträcka av Finlands Riksväg 1 som går genom huvudstadsregionen. Motorvägen är en utfartsväg från Helsingfors som går genom Esbo mot Åbo. Sträckan från Munksnäs till Ring III är Finlands äldsta motorväg, som togs i bruk år 1962. Då kallades vägen för Tarvovägen, eftersom den löper förbi holmen Tarvo på gränsen mellan Esbo och Helsingfors.

## Historia
Åboleden är Finlands äldsta motorväg och togs i bruk 1962 mellan Munksnäs och nuvarande Ring III. Vägens förbättringsprojekt hänger främst ihop med ringvägarna. På 1990-talet flyttades anslutningen mellan Åboleden och Ring III 1 km västerut och den gamla anslutningen ändrades till gata med anslutning till Åboleden österut. År 2000 togs den nya ringvägen Ring II i bruk, vilket innebar en ny anslutning och att Knektbrons anslutning breddades. Åren 2008–2011 byggdes anslutningen mellan Åboleden och Ring I om. I samma projekt fick Åboleden 3+3 filer mellan Ring I och Ring II och en ny anslutning byggdes vid Vermo öster om Ring I.

## Projekt
En ny anslutning planeras mellan Ring I och Ring II. En utökning till 3+3 filer från Ring II ända till Hista är också under planering. Dessa projekt har ingen fastslagen tidtabell. 

## Avfarter
Avfarter från Helsingfors
|  | Nr                                                       | Trafikplats                      | Korsande väg    | Skyltning                  |
|  | -------------------------------------------------------- | -------------------------------- | --------------- | -------------------------- |
|  | 1 Motorväg (2+2) Åboleden                                |                                  |                 |                            |
|  |                                                          |                                  | Hoplaksvägen    | centrum, Böle, Sockenbacka |
|  | 46                                                       | Vermoknuten (endast österut)     | Tarvaspäävägen  | Vermo, Bruksstranden       |
|  | 45                                                       | Alknuten                         | 101 Ring I      | Ring I, Hagalund, Alberga  |
|  | 44                                                       | Torvknuten                       | Torvbanevägen   | Grankulla, Kilo, Mankans   |
|  | 43                                                       | Knektbro                         | 114             | Grankulla, Kilo, Mankans   |
|  | 42                                                       | Smedsknuten                      | 102 Ring II     | Ring II                    |
|  | 41                                                       | Domsbyknuten (endast österut)    | Domsbyvägen     | Esbo centrum, Domsby       |
|  | 40                                                       | Stenkyrkoknuten (endast österut) | Esbovägen       | Gloms, Morby               |
|  | E 181 Motorväg (2+2) E18                                 |                                  |                 |                            |
|  | 29                                                       | Esboknuten                       | E 1850 Ring III | Ring III                   |
|  | 28                                                       | Histaknuten                      | 110             | Nupurböle                  |
|  | huvudstadsregionens gräns, se Riksväg 1 för fortsättning |                                  |                 |                            |